# Mitkof Island
Mitkof Island is een eiland in de Alexanderarchipel in de Alaska Panhandle in het zuidoosten van Alaska in de Verenigde Staten.

## Geografie
Het eiland Het is ongeveer 16 kilometer breed, 28 kilometer lang en met een landoppervlak van 539,7 km², waarmee het het 30e grootste eiland in de Verenigde Staten is. Een groot deel van het eiland wordt beheerd als onderdeel van het Tongass National Forest. Het eiland is relatief vlak met talrijke muskegs. Het hoogste punt is Crystal Mountain met 1011 meter.
Ten noorden van het eiland ligt de Frederick Sound met aan de overzijde het vasteland van Alaska, in het oosten Dry Strait, in het zuiden Sumner Strait met aan de overzijde Zarembo Island, Woronkofski Island en Wrangell Island en in het westen de Wrangell Narrows met aan de overzijde in het zuidwesten Woewodski Island en noordwesten Lindenberg Peninsula dat onderdeel is van Kupreanof Island. De Wrangell Narrows vormen de enige bevaarbare Inside Passage op deze breedtegraad en zijn een van de zes Listed Narrows van Zuidoost-Alaska. Vanwege hun geringe diepte varen de grootste cruiseschepen niet door Wrangell Narrows of door Dry Strait.
Aan de noordkant van het eiland ligt Petersburg. De totale bevolking van het eiland was 3364 mensen bij de volkstelling van 2000, waarvan bijna iedereen in de stad Petersburg.

## Geschiedenis
De eerste Europeaan die het eiland zag was James Johnstone, een van de officieren van George Vancouver tijdens zijn expeditie van 1791-1995 in 1793. Het eiland wordt weergegeven als afzonderlijk van Kupreanof Island op een Russische kaart uit 1844, terwijl de naam in 1848 werd gepubliceerd op een kaart van de Russische Hydrografische Dienst als "Os(trov) Mitkova", vernoemd naar een Admiraal Prokofy Mitkov.